# Steinfeld (Unterfranken)
Steinfeld er en kommune i Landkreis Main-Spessart i regierungsbezirk Unterfranken i den tyske delstat Bayern. Den er en del af Verwaltungsgemeinschaft Lohr am Main.

## Geografi
Steinfeld ligger mellem Lohr am Main og Karlstadt på den Fränkische Platte.
Den største del af kommunens område er landbrugsområder, men der er også en del beskæftigede ved skovbrug i de mod vest liggende udløbere af Spessart (Würzburger Spessart). De fleste pendler dog på arbejde i de omkringliggende byer Lohr og Karlstadt og nogle endda til Würzburg.
Ud over Steinfeld, ligger i kommunen landsbyerne Hausen og Waldzell.

## Historie
Steinfeld er nævnt første gang i 812 , oprindeligt som Steinvelt im Waldsassengove
Omkring 1200 var Steinfeld et selvstændtigt sogn.
Som en del af højstiftet Würzburg (Amt Rothenfels) kom Steinfeld ved Reichsdeputationshauptschluss 1803 under greverne Löwenstein-Wertheim. I 1819 blev kommunen en del af Bayern.